# Laguna Amarilla (Perú)
Laguna Amarilla es un caserío peruano ubicado en el distrito de Sondorillo, perteneciente a la provincia de Huancabamba del departamento de Piura, al norte del Perú. 

## Ubicación
Laguna Amarilla se ubica al norte de la provincia de Huancabamba, en el distrito de Sondorillo, en el departamento de Piura.

## Demografía
En 2017 Laguna Amarilla tenía una población de 206 habitantes.